# Mario Tennis: Ultra Smash
Mario Tennis Ultra Smash (マリオテニス：ウルトラスマッシュ, Mario Tenisu: Urutora Sumasshu) és un videojoc d'esports per a Wii U que va ser estrenat el 20 de novembre de 2015 a Europa i Amèrica del Nord, el 21 a Australàsia i el 28 de gener de 2016 al Japó.

## Jugabilitat
Mario Tennis: Ultra Smash es juga semblant que als anteriors jocs de la sèrie Mario Tennis. "Chance shots" (àrees en les quals si s'hi posiciona el tenista fa rebatades ofensives molt fortes), que van debutar a Mario Tennis Open, tornaran al joc, amb una nova tècnica anomenada "Ultra Smash" (o "Jumpshot") en què mantingut a l'aire s'envia la pilota cap a la pista. També permet jugar amb versions gegants de Mario, Peach, Bowser, Luigi, Toad i molts altres personatges familiars, gràcies a l'ús de Mega Mushrooms, un dels ítems que estaran disponibles durant les partides de tennis del joc.
Quatre opcions de comandament disponibles: Wii U GamePad, Wii U Pro Controller, Wii Classic Controller i Wii Remote/Plus. El Wii U GamePad pot ser utilitzat per proporcionar quelcom inèdit a les partides competitives entre dos jugadors: mentre la pantalla de la televisió mostra l'angle de visió del primer jugador o jugadora, la pantalla del comandament mostra el punt de vista del segon jugador. No obstant no hi ha opció de jugar amb comandaments per moviment o tàctil.

### Modes
- Knockout Challenge: Partides d'un sol jugador contra poderosos adversaris controlats per l'ordinador que van augmentant dramàticament de dificultat. Si les coses es compliquen massa, es pot cridar l'ajuda d'un company utilitzant un amiibo compatible.
- Mega Battle: Els tenistes poden ser gegants quan toquen un dels Mega Mushrooms que llencen els Toads. Quan això passi, qualsevol cosa pot passar.
- Mega Ball Rally: L'únic desafiament estil minijoc present a Mario Tennis: Ultra Smash, que pot ser jugat en solitari o en multijugador, consisteix a tornar la bola pel màxim de temps possible. Un detall curiós és que la pilota comença sent gran, i es va empetitint a mesura que avança la partida, augmentant gradativament la dificultat de rebratre-la.[2]
- Classic Tennis: Aquí hi ha dues variacions de joc per a qui vulgui partides més convencionals.
  - A Standard és permès utilitzar "Chance Shots" i "Jump Shots" però no Mega Mushrooms.
  - A Simple no es poden utilitzar "Chance Shots" o power-ups, el que torna aquest mode l'ideal per a qui vulgui competicions realment serioses.
- Online: Hi ha dos modes de multijugador online: Singles i Doubles. Les partides en parelles poden ser jugades amb un amic localment, o en companyia d'un amiibo. Hi ha opcions per a partides Relaxed o Serious, essent que només amb l'última es pot competir a un rànquing online mundial. No és possible triar la durada de les partides, i també no hi ha sales d'espera o comunitats.[2]

Val recordar que Mario Tennis: Ultra Smash també ofereix multijugador local per a fins a quatre persones, amb disputes de 1vs1 o 2vs2.

### Personatges jugables
Mario Tennis: Ultra Smash permet controlar entre 16 personatges, quatre d'ells desbloquejables (i alguns nouvinguts a la sèrie, ja que Nintendo va prometre que molts tenistes estarien fent la seva estrena a la sèrie Mario Tennis en aquesta versió exclusiva de Wii U).
- Mario – Tipus general
- Luigi – Tipus general
- Peach – Tipus tècnic
- Toad – Tipus velocitat
- Daisy – Tipus general
- Bowser – Tipus poder
- Wario – Tipus poder
- Waluigi – Tipus defensa
- Yoshi – Tipus ràpid
- Boo – Tipus estratègic
- Donkey Kong – Tipus poder
- Estela* – Tipus poder
- Toadette*/**[4] – Tipus velocitat
- Green Sprixie Princess*/***[4] – Tipus tècnic
- Bowser Jr.**[4] – Tipus estratègic
- Dry Bowser**[4] – Tipus defensa

### Pistes
Mario Tennis: Ultra Smash només té un estadi, però els jugadors poden triar entre nou dissenys diferents per a la pista, que afecten al comportament de la pilota i/o al del personatge. Aquests dissenys es poden triar:
- Hard Court ("Pista dura"): una pista de ciment, la més utilitzada a les competicions; té un rebot constant.
- Clay Court ("Pista d'argila"): una pista coberta d'argila. La velocitat de la pilota és més lenta que la Hard Court.
- Grass Court ("Pista d'herba"): una pista coberta d'herba; la velocitat de la pilota és més ràpida que la de Hard Court.
- Mushroom Court ("Pista Xampinyó"): aquí la bola rebotarà molt; es pot aprofitar per utilitzar Chance Shots.
- Carpet Court ("Pista Catifa"): la pista amb la major velocitat de la bola.
- Ice Court ("Pista de gel"): una pista de pis relliscós i reflexiu, on es fa desafiant el control del personatge.
- Sand Court ("Pista de sorra"): la bola no rebota molt en aquesta pista; òptima per executar Drop Shots.
- Bounce-out Court ("Pista de rebot cap a fora"): la pilota sempre botarà cap a fora de la pista, en la direcció de les fletxes mostrades a terra.
- Morph Court ("Pista mutant"): Chance Shots i jugades Smash canviaran de tipus (i el color) de la superfície de la mietat de la pista on és l'adversari.

### Compatibilitat amb amiibo
A cada cinc partides jugades amb el company amiibo als modes Knockout Challenge o Online, és possible augmentar un punt d'un dels seus deu atributs, que poden millorar la força de les rebatides, donar més velocitat al personatge, etc. Almenys nou tipus diferents de figures amiibo són compatibles amb Mario Tennis: Ultra Smash: Mario, Luigi, Peach, Bowser, Yoshi, Estela, Wario, Toad i Donkey Kong. La figura de Mario Daurat desbloqueja el company homònim, mentres que la de Mario Platejat desbloqueja el Mario normal.

## Actualitzacions
Nintendo va llançar una actualització de primer dia per a Mario Tennis: Ultra Smash, que elevà el software a la versió 1.0.1, i és fonamental perquè els usuaris puguin tenir accés als recursos online d'aquest joc. Segons Nintendo l'únic canvi és que realitza ajustos amb l'objectiu de tornar l'experiència dels jugadors més agradable.

## Desenvolupament
Mario Tennis: Ultra Smash va ser anunciat en l'esdeveniment digital que Nintendo va organitzar en el marc de l'E³ el 15 de juny de 2015. Té una data de llançament de finals de 2015.
Nintendo of Europe va anunciar el 24 d'agost amb una piulada i un calendari de llançaments que el joc sortiria el 20 de novembre a Europa, i posteriorment per al dia 21 a Australàsia. El 30 de setembre es va anunciar que el joc sortiria el 20 de novembre a Amèrica del Nord. Un dia després es publica la caràtula nord-americana final, i el 9 d'octubre es publica l'europea.
El 21 d'octubre Nintendo of America publica un tràiler mostrant el retorn d'alguns personatges al joc, i un dia després es van publicar més altres detalls del joc i un tràiler, com la caràtula final, arts oficials, noves pistes i modes de joc, i la compatibilitat amb amiibo. Un dia després GameSpot va filtrar amb un vídeo els 4 personatges desbloquejables, que Nintendo va censurar i va compensar amb la publicació de captures de pantalla i un tràiler de dos d'ells, i el 2 de novembre va publicar imatges i un tràiler de Toadette i el 5 de novembre va publicar imatges i un tràiler de Green Sprixie Princess. El 31 d'octubre Nintendo World Report i Nintendo Life van publicar prèvies sobre el joc.
El 7 de novembre de 2015 s'obre el web nord-americà del joc, que suggereix la inclusió de més personatges i obre la prevenda digital.
La revista Famitsu va portar el gener de 2016 un article sobre Mario Tennis: Ultra Smash, on es revelen diverses curiositats del desenvolupament del joc gràcies al director Shugo Takahashi (Camelot), i els productors Hiroyuki Takahashi (Camelot) i Toshiharu Izuno (Nintendo), i que el blog Kantopia va traduir a l'anglès (imatges oficials) i involucraven el balanceig dels personatges, l'ús dels recursos del Wii U GamePad, la idea de les Mega Battles i dels Jump Shots, entre d'altres.

## Recepció

### Crítica
La crítica especialitzada no s'ha mostrat molt animada amb Mario Tennis: Ultra Smash, i la principal raó d'aquesta apatia és l'aparent falta de contingut i d'elements més carismàtics o innovadors del joc. La varietat de modes de joc disponible i el fet com ells es desenvolupen en general han sortit de l'esperat d'un nou Mario Tennis, seguint la gran majoria de la crítica. Fins i tot la possibilitat d'utilitzar figures amiibo per habilitar companys entrenables per actuar al mode Knockout Challenge i també en disputes multijugador local i online no ha servit molt per aplacar l'allau de notes mitjanes rebudes pel joc. No obstant, hi ha prop de quaranta anàlisis de Mario Tennis: Ultra Smash registrades al portal Metacritic, i la mitjana general del joc és de 61 punts. Vet aquí unes quantes:
- Gameblog.fr (4/5 estrelles): Tot i la introducció dels amiibo, Mario Tennis: Ultra Smash té poc contingut nou. Camelot ha enfortit la jugabilitat en comptes d'això, un enfocament d'alt nivell representat pel Mega Mushroom, encara que el Jump Shot sobresortia com a principal afegit. I la llegendària accessibilitat de la sèrie, profunditat i balanceig també han rebut perfeccionament a través d'aquest òptim toc de disseny, que destaca el "Jumpman Tennis" entre els jocs menys compromesos.
- Gaming Trend (75/100): El millor títol d'esport competitiu de Nintendo continua e mocionant com sempre, però sona un mica familiar i lleu en contingut.
- FNintendo (7/10): És un títol divertit i mecànicament molt competent però falta l'essència que va fer als seus antecessors tan especials. Sense qualsevol tipus de minijocs fora del normal o modes que realment mereixin que s'hi dediqui molt de temps, Ultra Smash no aconsegueix extreure tot el seu real potencial.
- Hobby Consolas (68/100): Mario Tennis torna a les pistes amb un joc idèntic a la versió de 3DS en termes de jugabilitat, que és quelcom positiu, però el contingut és molt pobre, ja que no té tornejos o minijocs.
- GamesBeat (64/100): Mario Tennis: Ultra Smash és divertit. He passat el meu temps amb aquest, més que amb Mario Tennis Open. És un pas al davant de l'última edició en alguns aspectes, però igualment és una entrada sense brillantor a uan sèrie que infeliçment sembla estar sofrint una disminució contínua.
- GameRevolution (3,0/5). En definitiva, Mario Tennis: Ultra Smash és un joc sòlid de tenis que sona escàs en termes de contingut. Però la jugabilitat és divertida i els visuals són una òptima preciositat per als ulls. Jugar amb amics a un menjador és una manera divertida de matar algunes hores.
- GameSpot (6/10): Considerant el conjunt, Ultra Smash fa només el suficient. Hi ha moments brillants, i d'altres frustrants, però en general és només raonable.
- Nintendo World Report (3,5/10): Mario Tennis: Ultra Smash no és ni una mica bo. Encara que el joc sigui passable, el seu valor és horrible quan es para a pensar. Només hi ha una pista, les opcions online són limitades i té menys recursos que en les dues últimes edicions de la sèrie.
- Famitsu (7/7/9/7; 30/40): Recordar que Mario Power Tennis (GC, 2005) va rebre la puntuació de 9/9/8/8 (34/40), i Mario Tennis Open (3DS, 2012), 9/8/9/9 (35/40).[26]

### Vendes
A data de 26 de novembre de 2015, a la eShop de Wii U nord-americana Mario Tennis: Ultra Smash va ser vice-líder en vendes.
Va ser cinquè el 27 de gener i segon el 10 de febrer de 2016 a la eShop japonesa de Wii U. Va ser el segon a la eShop japonesa el 24 de febrer. Va ser cinquè el 2 de març.
Del 25 al 31 de gener Mario Tennis: Ultra Smash va ser el tercer joc més venut amb 55.331 unitats al Japó; de l'1 al 7 de febrer va ser cinquè amb 17.856 unitats. Del 8 al 14 va ser sisè amb 13.095 unitats. Del 15 al 21 va ser setzè amb 7.596 unitats i 93.879 en total.
Va ser novè al Regne Unit el 27 de febrer dins la categoria de jocs de Wii U.

### Prellançament
El lloc Game Informer va publicar les seves impressions sobre el joc Mario Tennis: Ultra Smash. Al seu article, el seu autor, Brian Shea, assegura haver estat satisfet amb la demo que Nintendo va dur a la fira, on va ser possible jugar partides u contra u, o en dobles, amb els tenistes Mario, Peach, Bowser i Toad. No obstant, li va estranyar el fet que, tot i les diverses opcions de comandament compatibles (Wii U GamePad, Wii U Pro Controller i Wii Remote), la versió demo de Mario Tennis: Ultra Smash disponible a l'E3 2015 no permetia l'ús de comandament per moviments, segguerint que la versió final tampoc ha de tenir aquest recurs. És a dir, tot i amb el Wii Remote, l'única manera de jugar era amb el comandament en posició horitzontal, sense moure'l.
Un estudi desenvolupat per Nielsen publicat a l'octubre de 2015 va mostrar que el 80% dels enquestats ha votat a Mario Tennis: Ultra Smash com a joc per a Wii U més esperat per al Nadal, essent el tercer de la seva categoria.

### Premis i nominacions
Mario Tennis: Ultra Smash va ser triat a la categoria de "Millor Joc d'Esports" a les Gamescom Awards 2015.

### Màrqueting
Qui va reservar Mario Tennis: Ultra Smash a la botiga britànica de Nintendo es va endur un peluix d'en Mario i una bola de tennis amb el logo del joc. A més, entre maig i juny, qui reservava aquesta edició tenia dret a una figura amiibo de la col·lecció Super Mario. Qui el va reservar a Game es va endur una polsera temàtica.
Una demo del joc es va dur a:
- Gamescom 2015, del 5 al 9 d'agost de 2015 a Colònia (Alemanya).[42]
- Esdeveniment itinerant Summer Tour britànic, d'agost a setembre de 2015.[43]
- EGX 2015, del 24 al 27 de setembre de 2015 a Birmingham, Anglaterra (Regne Unit) (inclou partides en parelles).[44]
- Esdeveniment itinerant per centres comercials dels EUA, del 23 de novembre al 20 de desembre de 2015.[45]
- Nintendo Caravan Tour 2015 que van recórrer els Estats Units durant el desembre de 2015.[46]

A Europa, qui compri la versió digital del joc les primeres quatre setmanes del seu llançament (fins al 17 de desembre de 2015) va rebre un codi de descàrrega gratuït per baixar el clàssic Mario Tennis de Nintendo 64 a la seva Wii U.
El desembre de 2015 van sortir al portal Play Nintendo, de Nintendo of America, un conjunt de decoracions nadalenques basades en aquest joc i en molts d'altres.
A la seva enquesta (publicada a finals de gener de 2016) objectiu del qual volien saber els cinquanta jocs amb més impacte del 2015, en concret llançats entre el setembre i el 31 de desembre, i tenint en compte aspectes de màrqueting utilitzat, la companyia analítica britànica Fancensus, Mario Tennis: Ultra Smash va ser 37è.